# Юбердо, Джонатан
Джонатан Юбердо (фр. Jonathan Huberdeau; род. 4 июня 1993, Сен-Жером, Квебек, Канада) — канадский хоккеист, нападающий клуба НХЛ «Калгари Флэймз».

## Карьера
Юбердо был задрафтован в 2011 году в 1-м раунде под общим 3-м номером клубом «Флорида Пантерз». Дебютировал в НХЛ 19 января 2013 года в матче против «Каролины», отличившись в первой же игре заброшенной шайбой и двумя результативными передачами. По итогам первого сезона в НХЛ был признан лучшим новичком лиги и получил «Колдер Трофи».
6 сентября 2016 года подписал с «Пантерз» новый шестилетний контракт.
22 июля 2022 года в числе других игроков был обменян в «Калгари Флэймз», с которым 4 августа подписал восьмилетний контракт на общую сумму 84 млн долларов.

## Достижения
- Обладатель Мемориального кубка CHL (2011)
- Обладатель Президентского кубка QMJHL (2011, 2012)
- Лучший новичок сезона НХЛ (Колдер Трофи) (2013)
- Самый ценный игрок плей-офф QMJHL (Ги Лафлёр Трофи) (2011)
- Самый ценный игрок Мемориального кубка (Стэффорд Смайт Мемориал Трофи) (2011)
- Обладатель Поль Дюмон Трофи (2012)
- Бронзовый призёр молодёжного чемпионата мира (2012)
- Участник матча всех звёзд НХЛ (2020)

## Статистика
| Легенда | Легенда                    | Легенда | Легенда                   | Легенда | Легенда    |
| ------- | -------------------------- | ------- | ------------------------- | ------- | ---------- |
| И       | Количество проведённых игр | Штр     | Штрафное время            | +/−     | Плюс-минус |
| Г       | Голы                       | П       | Голевые передачи          | О       | Очки       |
| -       | Статистика неизвестна      | —       | Статистика не учитывалась |         |            |